# Corrinne Yu
Corrinne Yu,  née en 1964 à Hong Kong, est une ingénieure informaticienne, programmeuse de jeux vidéo américaine.

## Biographie

### Formations
Corrinne Yu s’inscrit à l'université polytechnique de Californie à Pomona, pour y étudier le génie électrique avant de commencer sa carrière comme programmeuse professionnelle.

### Développement de jeux vidéo
Yu a d'abord travaillé sur la série King's Quest pour l'Apple II même si elle avait ses propres projets de moteur 3D qu'elle a vendus à diverses entreprises. Elle a programmé pour QuickDraw 3D, le début d'une API de rastérisation Interface de programmation. Elle a travaillé sur le jeu Zombie, et crée le moteur de jeux vidéo utilisé par Spec Ops. En novembre 1997, Elle était employée comme développeuse chez Ion Storm. Elle a travaillé sur le jeu vidéo de 2001 intitulé Anachronox et a servi comme directrice de technologie au studio,. Tant quelle était chez Ion est était responsable du code de Quake 2 utilisé dans leur jeux fondé sur ce moteur. En novembre 1998, elle a quitté Ion Storm et est devenu développeuse Lead chez 3D Realms. Yu a travaillé en tant que directrice de la technologie chez Gearbox Software, créateur de Brothers in Arms et Borderlands. Yu a travaillé a modifié fortement le Unreal Engine 3 de Epic Games avec un accent sur l'éclairage, des ombres et de la physique. Yu était un membre fondateur du Conseil Consultatif Microsoft Direct 3D. Elle a participé à CUDA et des simulations GPU chez NVidia.
En 2008, Microsoft Studios a embauché Yu comme l'architecte de moteur principal pour leur studio interne, 343 Industries,. 343 Industries a été établi en 2007 pour superviser la création de la franchise Halo suivant la séparation de Bungie de Microsoft. Yu a programmé l'éclairage, l'animation faciale, et a développé une nouvelle technologie pour le jeu vidéo de 2012 Halo 4. En codant pour l'équipe Halo, Yu a étudié de nouvelles techniques d'éclairage, et inventé de nouveaux algorithmes de radiosité dynamiques. Microsoft a appliqué un brevet logiciel pour le travail d'éclairage de Yu sur Halo.
En novembre 2013, Yu a rejoint le développeur de jeux vidéo Naughty Dog, une filiale de Sony Computer Entertainment, pour travailler en tant que programmeuse graphique sur des projets de la PlayStation 4.

### Autre travaux et prix
En plus de son activité de développeuse de jeu, Yu a travaillé sur le programme de la navette spatiale au Rockwell International California. Elle a conçu et conduit des expérimentations sur l’accélérateur au LINAC en Californie et l'accélérateur au Brookhaven National Laboratory. Ses recherches sur la physique nucléaire ont gagné un prix de l'U.S. Department of Energy. En 2009, Corrinne Yu a remporté le prix du meilleur en Ingénierie internationale au GDC (Game Developers Conference) WiG nommé et jugé par un panel de ses pairs sur les 2 dernières années, pour son travail en programmation. En 2010, Yu a été identifié par Kotaku comme l'une des 10 femmes les plus influentes dans les jeux de la dernière décennie. Elle est la seule directrice de la technologie et la seule programmeuse de moteur sur cette liste.

### Vie personnelle
Yu est marié à Kenneth Scott, Senior Art Director chez 343 Industries. Ils ont une fille.

## Style de développement et influences
Yu est poussé par son intérêt dans la façon dont les pièces complexes peuvent être faites pour tenir ensemble et compare chaque jour à un jeu de Minecraft, mais plus flexible et avec une plus grande applicabilité réelle pour le monde[Quoi ?].

## Travaux
- 1998 : Spec Ops: Rangers Lead the Way (en) : développeuse
- 2001 : Anachronox : développeuse
- 2006 - 2008 : Borderlands
- 2008 : Brothers in Arms: Hell's Highway : développeuse
- 2012 : Halo 4 : ingénieure graphiste